# ベヨネッタ3
『ベヨネッタ3』（ベヨネッタ・スリー、BAYONETTA 3）は、プラチナゲームズが開発し、任天堂より2022年10月28日に発売されたNintendo Switch用アクションゲーム。2017年12月7日にアメリカのロサンゼルスで開催された「The Game Awards 2017」において、Nintendo Switch専用ソフトとして発売されることが発表された。プロデューサーは中尾裕治、ディレクターは宮田祐輔が担当。シリーズの生みの親である神谷英樹はスーパーバイジングディレクターとして参加している。

## 新要素
デーモン・マスカレイド
装備している武器に応じた悪魔と一体化し、身体能力の向上や特殊なアクションを可能にする。
デーモン・スレイブ
最大3体の魔獣の中から1体を選択して召喚し、自由自在に操る事ができる。召喚中は魔力を消費する。ただし、この間プレイヤーキャラクターは完全な無防備状態となり、一定以上の攻撃を受けると暴走した魔獣によって攻撃されてしまうこともある。
通貨仕様の変更
本作では通貨の使い道が種類ごとに決まっている。ホムンクルスを倒すと手に入る「エンブリオ」はアクセサリーや戦闘アイテムの購入、悪魔を倒すかコンボをつなげることで手に入る「オーブ」はスキルの開放、天使を倒すと手に入る「ヘイロウ」はレアなアイテムの購入に用いる。そのため、各通貨は別々にカウントされる。
トーチャーアタックの仕様変更
本作のトーチャーアタックは前作までとは異なり、「魔獣の攻撃によるダウンやブレイクなどへの追撃」となっており、発動時の魔力消費を必要としない。また、大魔獣召喚や一部のお仕置き攻撃を除き追加入力も不要となった。
なお、敵によっては過去作ではありえなかった手段での拷問が発生することもある（例：グレイスやグローリーに対して「ブレード グリップ」など）。
大魔獣召喚（魔界獣記）
前々作からゴモラ、マルファス、ファンタズマラネアが、また前作からは、アルラウネ、バアル、ミクトランテクートリが登場。ゲームクリア特典にラボラスが使用可能になる。本作から初登場する3体の魔獣を紹介。
“暴走する赤輪” 戦闘機関車 轟怨（ごうおん）
混沌界の多元宇宙（マルチバース）の遥か遠い世界で、国土防衛のために技術の粋を集めて製造された、戦闘用の武装機関車「T696」が、怨霊を宿して悪魔化したもの。特殊合金製の分厚い装甲で覆われた車体には前方に2基の2連装砲塔、上部に4基の3連装砲塔を備えるだけでなく、その内部にも6門の長身砲およびチェーンソー型の大型破砕兵器を搭載し、変形機構によってそれらを高速展開して、遠近自在の攻撃を行うことができる。戦いに明け暮れるうちに狂気に走った指導者 轟禄郎が、この機関車を暴走させて街という街を焼き払い、そのまま火薬庫に突っ込んで魔界へ堕ちたと言われている。なお、魔導器「デッドエンドエクスプレス」は戦闘機関車轟怨が、自身の部品を使って複製したクローンの一種。
対応する呪文は、「"MATORB PARM"」（意訳：走る反響）である。
“魔を以て天を穿つもの” アンブラの時計塔
かつて、ヴィグリッドのはずれの崖に立ち、静かに時を刻みながら世の趨勢を見守ってきた、アンブラの魔女一族の象徴とも言える時計塔。500年前、アンブラの魔女とルーメンの賢者が激しく対立して勃発した「天魔大戦」のさなか、天界の軍勢によって倒壊し奈落に向かって崩れ落ちた。その際、最後まで時計塔を守ろうと籠城していた、長老をはじめとするアンブラの魔女たちもろとも魔界に堕ちその瓦礫と魔女たちの魂とが溶け合って、呪いの要塞となって蘇った。その躯体内には、彼女たちの怨念を表すかのような荒々しい武器を無数に備え、近づくものがあれば瞬時にそれを展開して、容赦なく攻撃する。建物ゆえに、姿を表してもその位置から微動だにしないが、鉄壁とも言える頑強さで守りにおいては魔界随一の能力を誇る。また、武器「タルタロスの門」は倒壊したアンブラの時計塔の瓦礫から生まれた物である。
対応する呪文は、「"RIOR LADNAH"」（意訳：未亡人達の知識の方舟）である。
“まどろみを支配するもの” クラーケン
魔界の果てにある、悪魔たちの血が流れ込んで出来た沼「スティージュの沼」に棲むと言われる、巨大な軟体動物のような姿の魔獣。スティージュの深淵に身を潜め、1000年に一度の、血の雨の降る「嘆きの日」だけ、沼の底から現れるとされるが、その姿をはっきり見たものはいない。10本の触手を持ち、そのうち2本の太い触手の先端には、鎌のような形状の鋭い突起を備え、それを腕のように振るって獲物を切り裂くという。また中央の胴体の部分は、まるで花びらのように割れて開き、大口を開けて喰らい付くという。いまだかつて、魔女がこの悪魔と契約を果たした例はなく、その全容は謎に包まれている。
ゲームクリア後に挑める事象の残滓14をクリアすれば武器「カシオペイア」と共に入手。
対応する呪文は、「"LUSDA PUIM"」（意訳：足鎌）である。
デッドリー・シン
特定のボスとの戦いでのみイベント的に使用される、術者の心臓より滴る血を捧げることによって発動する禁断の魔導術。魔獣の力を極限まで解放させ、通常では対処できない強敵をも完膚なきまでに叩き潰す。これを使用するボス戦では、魔獣ごとに異なる戦闘方法が採用されている。なお、デッドリー・シン発動時の呪文は字幕が表示され、元の魔獣を召喚する時の呪文が必ずどこかに含まれている（下記の太字部分）。
“喰らいし滅びを放つもの”罪・ゴモラ
ゴモラがデッドリー・シンによって巨大化させられた暴走形態。格闘ゲームの要領で、3すくみの関係にある攻撃パターンから一つを入力して指示を出し、敵と戦う。
対応する呪文は「"DO O IA BAYONETTA. CNILA D COMSELHA ODO ANANAEL. IPAMIS NONCP FAFEN NIIS. AVAVAGO TLIOB VRAN."」（意訳：ベヨネッタの名において、第三陣の血よ、秘められた叡智を解き放て。最後まで従え、出でよ、雷のエルダークリーチャーよ！）である。
“煌めく闇の女王”クィーン・バタフライ
マダム・バタフライの覚醒形態。雲を突き抜けるほどの巨体は身長8900メートルにも及び、美しくも禍々しきその姿は見る者に死への憧れさえ抱かせるという。シューティングゲームの要領で、敵に泡を飛ばして攻撃する。
対応する呪文は「"DO O IA BAYONETTA. CNILA D COMSELHA ODO ANANAEL. TURBS C BABALON ZONAC CIAOFI BALZARG. FAFEN NIIS."」（意訳：ベヨネッタの名において。第三陣の血よ、秘められた叡智を解き放て。悪の衣をまとった恐怖の執事の美女よ、出でよ！）である。
“極熱の破滅に向かうもの”ザ・ファントム
体内の炉を暴走させられ、1兆度にも達する灼熱のマグマを無限に生み出し続ける体と化したファンタズマラネア。あふれ出るマグマと熱波により近づくものすべてを焼き尽くせるほどの力を得るが、残されたわずかな時間を過ぎればその身は爆発して消滅してしまう。
ベヨネッタβ3との共闘となり、β3が操るマルファスと交代しながら制限時間5分以内に敵を倒すことが目的。ザ・ファントムがダメージを受けると残り時間が短縮され、マルファスがダメージを受けるとベヨネッタの体力が減る。
対応する呪文は「"DO O IA BAYONETTA. CNILA D COMSELHA ODO ANANAEL. MALPRG ROR MICAOLI IALPON ILS. FAFEN NIIS."」（意訳：ベヨネッタの名において。第三陣の血よ、秘められた叡智を解き放て、太陽の炎が汝を激しく焼き尽くす！出でよ！）である。
“響震を歌う毒姫”バアル・ゼブル
魔獣バアルの真の姿。その忌み名の通りお姫様のような姿をしており、オペラの一場面のごとく敵対する者にドラマティックな死を与える美声の持ち主。音楽ゲームの要領で、敵の攻撃が来る方向に音波のバリアを張って防御する。間違えると自分が少しずつダメージを受ける。
対応する呪文は「"DO O IA BAYONETTA. CNILA D COMSELHA ODO ANANAEL. FABOAN ZUMVI FAFEN NIIS. BLIOR HE PARADIZ。"」（意訳：ベヨネッタの名において。第三陣の血よ、秘められた叡智を解き放て。毒海よ、出でよ、処女たちの慰めの歌を！）である。

### アクセサリー
本作で追加するアクセサリーを表記。
激昂の狼牙
明朝末期、灰槍で武装した精鋭部隊を率いて戦功をたてた魔女が作ったという謎の耳飾り。魔獣の牙と「絶頂の腕飾り」からこぼれ落ちた欠片から作られると信じられているこの宝物は、力の最高潮に達したすべての人を新たな高みへと押し上げる。
マスカレイド・レイジおよび妖精ヴィオラの攻撃力が上昇する。
タロスの真核
魔女メデイアがクレタ島に滞在中にタロスを倒した後、クレタ島の守護者であるタロスのパワーコアから作り出したと言われているユニークな宝物。この耳飾りをつけていると、召喚した魔獣を味方につけやすく、デーモン・スレイブが使えなくても、様々な魔導術の修行によく使われる。
デーモン・スレイブ中魔獣が全自動で周囲の敵を攻撃し、ベヨネッタが自由に行動できる。ヴィオラの場合、チェシャの行動範囲が無制限になる。
ドゥルガーの戦歌
インドのデカン高原の古代の住民によって作られたこのアーティファクトは、戦士の女神ドゥルガーが携えたほら貝の音を封印し、戦いに臨む人々の闘志を奮い立たせるために使用する。これを身に着けて召喚すると、現れた悪魔は怒りに近い攻撃性で満たされ、戦闘では有用だが、召喚者へのリスクは大きく、準備ができていない多くの魔女が召喚の犠牲になっている。
召喚した魔獣が暴走しやすくなる代わりに、魔獣の攻撃力が上がる。ヴィオラはチェシャが強化されるが、魔力消費が激しくなる。チェシャの外見も初代同様「真月のチェシャ」に変貌する。
悍馬鎮静の手綱
このお守りは、伝説の戦魔女巴御前の寵愛によって生み出されたと言われている。巴御前は戦場を支配し、気性の荒い種馬でも一瞬で飼いならすことができる。このイヤリングは着用者によって召喚された悪魔を落ち着いた状態にし、デーモン・スレイブによって制御されたものは着用者の制御から外れることはない。
召喚した魔獣が絶対に暴走しなくなる。ヴィオラはチェシャ召喚中の魔力消費が少なくなる。「ドゥルガーの戦歌」と同時装着すると攻撃力を高めつつ暴走や魔力消費加速のデメリットを無効化ないしは軽減できるため相性が良い。

## あらすじ
舞台は別次元の地球、廃墟と化したニューヨーク。アンブラの魔女ベヨネッタは謎の存在シンギュラリティが呼び出したホムンクルスなる生命体と交戦していた。しかし呼び出した魔獣では太刀打ちできずシンギュラリティの力で拘束されてしまう。しかしそこにいた刀を持った謎の少女ヴィオラと彼女と共に行動するシグルズがベヨネッタを助けようとするもベヨネッタとシグルズは殺されてしまい、ヴィオラは謎の力で何処かへと転送されてしまう。舞台は変わり正史世界のニューヨーク。ベヨネッタはいつもと変わらず情報屋のエンツォを扱き使い、豪華客船のパーティーに参加していたが、駐車場で待っていたエンツォの車の上にヴィオラが突然落ちてきてしまい、彼女を追ってホムンクルス達も現れてしまう。ホムンクルス達の力によってニューヨークは大混乱に陥ってしまい、ベヨネッタは世界を救うべく再び立ち上がることになるのだった。

## 用語
“絶海の孤島” トゥーレ
本作の舞台となる島。かつて賢者と魔女の一族が並行世界の交信の為に作った人工島である。島の至る所に並行世界に行き来する装置の試作品などが点在している。また、島全体が巨大なポータル発生装置である。
“混沌の狭間” ギンヌンガガプ
並行世界と並行世界の狭間にある空間である。シンギュラリティは、この空間を通じてホムンクルスを他の並行世界に送り込んでいた。
マルチバース（多元宇宙）
本作で冒険する世界でいわゆる、次元の異なる宇宙や世界が、同じ時間軸で存在しているもの。
並行世界β0
ヴィオラの生まれ故郷である並行世界。冒頭でシンギュラリティにより消滅した。また、この世界線でのルカは、ヴィオラが子供の頃に亡くなっている。
並行世界β1
ベヨネッタβ1がいる並行世界で舞台は日本の東京である。
並行世界β2
ベヨネッタβ2がいる並行世界で舞台は中国の秦蘭である。文明が古代中国に見えるがシンギュラリティによると文明の進化の度合いが異なっているが同様な並行世界もあるとのこと。
並行世界β3
ベヨネッタβ3がいる並行世界で舞台はエジプトのカイロである。並行世界β2同様、文明の進化の度合いが異なっている。
並行世界β4
ベヨネッタβ4がいる並行世界で舞台はフランスのパリである。
アルファ・バース
シンギュラリティの生まれた並行世界。
生体工学研究所
SIDE CHAPTERの舞台。ここでは、マルチバースの研究やナノテクノロジーの研究などをしている。ジャンヌの任務は、シグルズ博士の捜索及び保護である。この施設では、魔界との接続が不可能なので、スパイアクションで進んで行く。ジャンヌが潜入している生体工学研究所北アメリカ工場の他にヨーロッパ工場、アジア中央工場、オセアニア工場などが存在している。実は、シンギュラリティがいたアルファ・バースでは、ホムンクルスの製造工場であることが判明する。
アーク・イヴ
世界の楔となる女性のこと。ベヨネッタ、ベヨネッタβ0、ベヨネッタβ1、ベヨネッタβ2、ジャンヌβ3、ベヨネッタβ4、ダーク・イヴが相当する。しかし、ベヨネッタβ3は無限の素質を開花させていないことから、アーク・イヴとしての資格を有していない。
アーク・イヴ・オリジン
正史世界のベヨネッタのこと。
アーク・アダム
アーク・イヴと対をなす世界の楔となる男性のこと。ルカ・レッドグレイヴ、リュカオン、ダーク・アダムが相当する。
アーク・アダム・オリジン
正史世界のルカ・レッドグレイヴのこと。
混沌の歯車
ベヨネッタが並行世界で集めるアンブラの魔女とルーメンの賢者の遺産で、ポータル発生装置の動力となる部品である。正史世界では既に失われている。そのために、ベヨネッタたちは、並行世界で混沌の歯車を4個、集めるのが任務。
エンブリオ
ホムンクルスを構成するナノマシンが結晶化したドロップアイテム。ロダンからは、貴重な宝玉とのこと。

## 登場人物
ベヨネッタ (Bayonetta)
声 - 田中敦子 / ジェニファー・ヘイル
アンブラの魔女とルーメンの賢者の禁忌の子である魔女。500歳以上。身長11.951uwh。体重4.67uww。本名セレッサ。通称創世の魔女。普段は訳アリの死体を供養するシスターとして生活している。本作ではかなりガーリーな髪型と服装で登場し、謎の敵「シンギュラリティ」との戦いに巻き込まれていく。
本作では、ホムンクルスに対抗する為にかつての師匠モルガナ直伝の古代魔導術「デーモン・スレイブ」「デーモン・マスカレード」「デッドリー・シン」を披露する。
シンギュラリティとの激闘の末に倒すも既にデッドリー・シンやデーモン・スレイブの使い過ぎにより体はボロボロとなり、さらにゴモラとの契約により魂が飛ばされ魔界に引きずり込まれるも前世のリュカオンとしての記憶を取り戻したルカにより彼女の魂は救われ、ルカ (リュカオン)に500年前に言えなかった彼を愛していたことを告白して、2人は静かに魔界に引きずり込まれていった。
マダム・バタフライ（Madama Butterfly）
声 - 森なな子
ベヨネッタが契約を結んでいる魔界の淑女。今回はデーモン・スレイブで大活躍する。さらに対応する魔導器「カラーマイワールド」によるマダムとの融合「デーモン・マスカレード」が使用可能になる。なお、ベヨネッタとは契約以上に友情で結ばれているようだが、両者がどのように契約を結ぶに至ったのか、謎に包まれている。
過去のベヨネッタ
シンギュラリティとの決戦で窮地に追い込まれたベヨネッタの前に現れた、過去2作のベヨネッタ。『1』のベヨネッタはマダム・バタフライ、『2』のベヨネッタはラボラスと契約している。装備はそれぞれの作品の初期装備。また、彼女らを操作している間はUIが初代『ベヨネッタ』に準拠したものになる演出も存在する。デーモン・マスカレイドやマスカレイド・レイジは使えず、デーモン・スレイブもマダム・バタフライしか呼び出せないが、代わりに前2作に登場したビーストウィズインを使うことができる。
最終的には現在のベヨネッタと三位一体となってシンギュラリティに立ち向かう。
"駆け出しの魔女" ヴィオラ (Viola)
声 - 沢城みゆき / アナ・ブリスビン
別世界から現れたパンクな見た目の少女。18歳。身長180cm。体重64kg。日本刀「魔舞太刀（まぶだち）」を装備しており、それを使い相棒の悪魔チェシャと共に戦う。ベヨネッタは彼女と相棒チェシャに対して何か違和感を感じている。纏っているTシャツは彼女の大好きなアニメ「トーチャー・キャッツ」のキャラクターがプリントされているもの。デフォルトのものは主人公「ラッキー」が火炙りに遭っている「ステキューションキャッツ」。戦士としては半人前で「自分の力を認めて欲しい」という気持ちが人一倍強く、負けず嫌いでがむしゃらだが、閉所恐怖症でもある。また、悪魔召喚のための魔導器である髪の手入れを怠っているため、召喚術が使えない。
その正体は、β0世界線のベヨネッタとルカの娘であり、ベヨネッタ達のように走ると足元に色とりどりの結晶が散る演出がなされている。
ダーク・イヴとの戦いに勝利して、ダーク・イヴから"ベヨネッタ"の名を継承する。その後は、正史世界でロダンに面倒を見てもらいながらロダンからの依頼を受けており、将来は母セレッサに負けない魔女になることと父ルカのようなジャーナリストになることを夢見ながら学校に行き勉強している。
名前の由来は、ビオラ (植物)からきている。
妖精ヴィオラ
ストライダーへと変貌したルカとの戦いの最中、ヴィオラはルカの攻撃を受けきれずに胸を貫かれ、瀕死の危機に陥ってしまい、その際、父を想う気持ちと母から贈られた魔力が結実し、無意識のうちに妖精の力を覚醒させた。彼女が妖精に変身したのは、ルカの前世である妖精王の息子のリュカオンの魂の力を受け継いでいることとシンギュラリティによって多数の並行世界が消滅に追いやられたことで、減少した同位体同士での力の共鳴作用が起こり、並行世界のリュカオン達の力が同位体であるルカ (リュカオン) とその血を引くヴィオラに多大な影響を及ぼしたことに由来している。
“闇をはぐれしもの” チェシャ
ヴィオラが愛用する武器、妖刀「魔舞太刀（まぶだち）」に棲み憑いている、流浪の悪魔。かつて、セレッサ（ベヨネッタ）が持っていたぬいぐるみの「チェシャ」に酷似している。正式な契約を結んでいるわけでもなく、召喚術さえ使いこなせないヴィオラに対してなぜか協力的で、彼女の求めに応じて刀の中から現れる。ヴィオラが刀に飾っている小さな猫のストラップを依り代に、愛くるしいと言えなくもないマスコットのような姿で顕現する。ヴィオラとは、主と従者というよりもまるで友達のような関係だが、なぜ魔女として未熟なヴィオラに懐いているのか、なぜ魔界へ帰ろうとせず魔舞太刀に棲み続けているのか、謎に包まれた悪魔である。その正体は「ベヨネッタ オリジンズ: セレッサと迷子の悪魔」で登場した、後に偉大な悪魔となった初代チェシャの二代目にあたる存在。
なお、小さな猫のストラップはヴィオラの母親のベヨネッタβ0が、かつて自分が持っていたぬいぐるみの「チェシャ」を元に彼女の誕生日にプレゼントした物である。
"白金の魔女" ジャンヌ (Jeanne)
声 - 園崎未恵 / グレイ・デリスル
ベヨネッタと同じアンブラの魔女の末裔。500歳以上。身長11.948uwh。体重4.56uww。今作ではベヨネッタたちが「混沌の歯車」を捜索している間にその情報を握るシグルズ博士を保護するために極秘の研究施設へと単身で乗り込むことになる。また研究施設内では自身の力が制限されてしまうことから戦闘を極力避けて進むスパイアクションで攻略していく。なお、ジャンヌが変身する「キューティーJ」とは、ハイスクールの平和を守る正義の味方らしい。
ジャンヌβ0(Jeanne β0)
名前のみの登場。
β0世界線のジャンヌの並行同位体で、ヴィオラが通っていたハイスクールの先生で魔導術の師匠だったが、シンギュラリティに殺されてしまう。
ジャンヌβ1(Jeanne β1)
ベヨネッタβ1の回想に登場するジャンヌの並行同位体。
外見は前作のジャンヌのコスチュームの色違いである。ホムンクルスとの戦いで死亡する。
ジャンヌβ3(Jeanne β3)
声 - 園崎未恵 / グレイ・デリスル
並行世界の古代エジプトで遭遇したジャンヌの並行同位体。ベヨネッタβ3とは幼なじみで彼女のことを「姫」と呼び姉妹を超えた厚い信頼関係で結ばれている。バアル（声 - 七瀬りりこ）と契約しており、魔導器「リビットリビドーBZ55」を装備している。
"仕事に励みしもの" ロダン (Rodin)
声 - 玄田哲章 / デイブ・フェノーイ
バー「ゲイツオブヘル」の店主を務め、ベヨネッタの為にさまざまな武器を提供するガンスミスも務める堕天使。年齢不詳。身長14.666uwh。体重9.48uww。本作ではペンギンのキャラクターの帽子を被りキッチンカーでのピザ商売をしている。
前作同様プラチナチケットを買うことで戦えるが、今回は倒すと武器「ロダン」と魔獣「デビルロダン」が入手できる。
"無限のもの"デビルロダン
前作のロダン戦にて体力をある程度減らした時、悪魔の力を全解放し異形の姿となったロダン。本作でも体力を一定以上減らすとこの姿になる。
前作とは異なり言葉を発することができるほか、デーモン・マスカレイドや召喚をすることも可能となった。
召喚時の呪文は「"TOX IOIAD"」 (意訳 : 永遠に生きる者よ！)。
"執念のジャーナリスト" ルカ (Luka Redgrave)
声 - 浪川大輔 / ユーリ・ローエンタール
ベヨネッタのことを追いかけるフリーのジャーナリスト。30代。身長190cm。体重87kg。ベヨネッタとの関係は、彼女の事を「セレシータ」という愛称で呼ぶまでに発展した。物語が進めていく内に、彼にある異変が起こる。
なお、ベヨネッタ曰く「彼は、子供の頃に出会った人間と妖精の子供のリュカオンにそっくり」とのこと。
"彷徨い迷うもの" ストライダー(Strider)
声 - 浪川大輔 / ユーリ・ローエンタール
CHAPTER2で初めて現れて以降何度も戦うことになる正体不明の獣人。年齢不詳。身長420cm。体重120kg。その正体は「アルファ・バース」に住むルカの同位体がシンギュラリティに敗れ思念となり、他の全ての同位体の邪悪な思念とはその復讐心ゆえに邪念のみが集まり、体を乗っ取られたルカ。その姿は、犬の妖精バーゲストやブラックドックに酷似している。最後はベヨネッタによりルカの同位体「ダーク・アダム」をルカの体から追い出し、リュカオンと融合して人の姿に戻った。最終決戦では、妖精ストライダーに変身してベヨネッタと一緒にシンギュラリティに立ち向かう。
リュカオン (Lukaon)
声 - 浪川大輔 / ユーリ・ローエンタール
CHAPTER10で登場する妖精王でルカの同位体に当たり、ヴィオラを妖精界の「アヴァロンの森」に導いたのも彼である。年齢不詳。身長190cm。体重87kg。ルカ自身も無意識のうちにストライダーに変身したのは、彼の前世であるリュカオンの魂を受け継いでいることに由来している。CHAPTER13でヴィオラと一緒に「アルファ・バース」に引き寄せられる。CHAPTER14でストライダーとなったルカを救う為にマルチバース全てのアーク・アダムたちの想いを一つにするため融合する。また、「ベヨネッタ オリジンズ: セレッサと迷子の悪魔」の彼と違いセレッサ（ベヨネッタ）と出会わず妖精王になった世界線から来た存在。また、ヴィオラと以前に出会ったことがある描写がある。
ダーク・アダム (Dark Adam)
声 - 浪川大輔 / ユーリ・ローエンタール
「アルファ・バース」に住むルカの同位体「ダーク・アダム」が、他の全ての同位体の邪悪な思念に侵されて生まれた、負の象徴とも言うべき存在。身長420cm。体重0.02kg。本来はシンギュラリティの野望を阻止するために戦った戦士だったが、シンギュラリティとの戦いに敗れ、その肉体を失い、シンギュラリティの復讐を果たすために、マルチバースの全ての同位体に結集を呼び掛けるが、その復讐心ゆえに邪念のみが集まり、かつての心を失って異形の怪物へと変貌した。この邪なる者が発する「真実はひとつ」の呼びかけは、ルカを長年に渡り苦しめ、ついには彼をトゥーレへと呼び寄せて、妖精の力に覚醒したその体への融合を果たす。また、リュカオンはこのダーク・アダムの対極とも言える存在であり、両者は互いに正と邪を分け合い、アーク・アダム・オリジンたるルカを巡って対立する形となった。
"しがない情報屋" エンツォ (Enzo)
声 - 高木渉 / ジョン・カーサー
裏社会の情報屋。50代。身長170cm。体重94kg。本作でもベヨネッタにこき使われている最中に騒動に巻き込まれる。
MC エンツォ (MC Enzo)
声 - 高木渉 / ジョン・カーサー
平行世界の東京でロダンと一緒にテレビ出演しているエンツォの並行同位体。
エンツォβ2 (Enzo β2)
声 - 高木渉 / ジョン・カーサー
ヴィオラが並行世界の古代中国で出会うエンツォの並行同位体。
エンツォβ3 (Enzo β3)
本人は登場しないが、並行世界の古代エジプトの壁画で存在が示唆されているエンツォの平行同位体。
エンツォ警部 (police inspector Enzo)
声 - 高木渉 / ジョン・カーサー
並行世界のフランスで出会うエンツォの平行同位体。怪盗アンブラン2世ことベヨネッタβ4を捕まえるのを生涯をかけている。また、長い付き合いの中で奇妙な友情のようなものが芽生えているらしい。
並行世界のベヨネッタ達 (Bayonetta β's)
声 - 田中敦子 / ジェニファー・ヘイル
ベヨネッタが戦いの中で行き着いた並行世界で出会った自身の並行同位体。
ベヨネッタβ0 (Bayonetta β0)
冒頭でシンギュラリティに殺されたβ0世界線のベヨネッタの並行同位体で、ヴィオラの母親。年齢不詳。身長11.951uwh。体重4.67uww。
この並行世界では、ルカと結婚して娘のヴィオラを儲けている。夫のルカは、ヴィオラがまだ幼い頃に亡くなっており、女で一つでヴィオラを育てた。性格は正史のベヨネッタ同様、母性の強くて優しさや慈しみを持つ性格である。またマダム バタフライとは、契約しておらずそのため彼女の顔には、ホクロがない。
ベヨネッタβ1 (Bayonetta β1)
並行世界の東京で出会うベヨネッタが最初に遭遇した同位体。年齢不詳。身長11.951uwh。体重4.67uww。ピンク色の長いポニーテイルとストリートファッションをしていることが特徴。ファンタズマラネア（声 - 楠見尚己）と契約しており、それを宿す魔導器「イグニスアラネアヨーヨー」を装備して単身でホムンクルスに立ち向かっている。CHAPTER3ではプレイヤーキャラクターとして一時的に操作可能。
ベヨネッタβ2 (Bayonetta β2)
並行世界の古代中国・秦蘭にて遭遇した2人目の同位体。年齢不詳。身長11.951uwh。体重4.67uww。数万の兵を束ねる将軍であり、文明的にも遥かに劣る世界にもかかわらずホムンクルス相手にも果敢に立ち向かう軍隊を作り上げている優秀な将軍。元々は一人気ままに生きていたが、縁のある将軍の死後に地位を受け継いだことで軍隊を率いることになったという。戦闘機関車轟怨と契約し、魔導器の「デッド・エンド・エクスプレス」を所持している。
ベヨネッタβ3 (Bayonetta β3)
並行世界の古代エジプトで遭遇したベヨネッタの同位体。年齢不詳。身長11.951uwh。体重4.67uww。とある砂漠全域を治める国家の女王。ベヨネッタの同位体だが、気弱で争いを好まない心優しい性格。マルファスと契約し、魔導器の「シムーン」を所持している。
ベヨネッタβ4 (Bayonetta β4)
並行世界のフランスで出会うベヨネッタの同位体。年齢不詳。身長11.951uwh。体重4.67uww。世間を騒がす怪盗アンブラン2世であり、不正を働いて私腹を肥やす権力者から盗んだ金品を貧しい人々に分け与える義賊として活躍している。またアンブラの貴重な魔道具・武器を取り戻すために生涯をかけている。普段は手品や大道芸を披露する旅芸人として生活しているらしい。怪盗アンブラン1世である母のローサと行動を共にしている。ミクトランテクートリと契約し、魔導器の「アブラ・カタブラ」を所持している。
ダーク・イヴ (Dark Eve)
ベヨネッタの同位体の一人の成れの果て。年齢不詳。身長180cm。体重0.02kg。かつては、マルチバースの構成世界のひとつ、シンギュラリティが生まれた「アルファ・バース」の住人でアーク・アダムと協力し、シンギュラリティの息の根を止めるために戦ったが、激闘虚しく敗北を喫し、肉体を消失。その後、思念だけを残して辛うじて生きながらえるが、シンギュラリティが並行世界を次々と消滅させるうちに、敗れた他の同位体の怨念がアルファ・バースに流れ込み融合して、このダーク・イヴを生み出した。自我はなく、ただの破壊衝動の塊となっている。シンギュラリティにも観測されず、マルチバースを彷徨って敵も味方もなく戦い続けている。クラーケンと契約し、武器は「カシオペイア」を所持している。
ローサβ4 (Rosa β4)
声 - 田中敦子 / ジェニファー・ヘイル
並行世界のフランスで出会う人物で、正史世界の彼女は既に死亡しているが本作では、まだ存命した並行世界で怪盗アンブラン1世として娘のベヨネッタβ4と一緒にアンブラの貴重な魔道具・武器を取り戻すために生涯をかけている。年齢不詳。身長180cm。体重69kg。アンブラの時計塔と契約し、武器は「タルタロスの門」を所持している。
ミッドマイアーズ・シグルズ博士 (Dr.Midmyers Sigurd)
声 - 関俊彦 / クリス・コックス
人類の住む世界が無数の宇宙の多重構造を成す「マルチバース」であることを証明し、その研究に心血を注ぐ研究機関G.O.R.C所属の科学者であり、またナノマシン研究の第一人者である。40代。身長195cm。体重68kg。ホムンクルス侵略の真相を握るキーパーソン。普段は、カプセル付きの車椅子のような乗り物に乗っている。
マルチバースの解明を進めるうちに、自身が含む世界を除く全ての並行世界を消滅に追いやろうとする敵性組織、そして「シンギュラリティ」を名乗るその統治者の存在に気づき、それに対抗するためあらゆる手を尽くしている。既に他の並行世界との通信手段も確立し、自身の同位体であるシグルズ隊長ともコンタクトを取るなど、シンギュラリティとの戦いに備えて多くの情報を集めており、侵略を止める鍵となる「混沌の歯車」の存在も突き止めている。
しかし、ジャンヌが来る前にシンギュラリティにより生け贄にされてしまう。
コナー・シグルズ (Conor Sigurd)
声 - 関俊彦 / クリス・コックス
ヴィオラのいた並行世界「β0」のシグルズ博士の並行同位体。40代。身長195cm。体重85kg。反シンギュラリティのレジスタンスのリーダーだった軍人。正義感が強く仲間想いで、ベヨネッタβ0やヴィオラのことを大切に思っている。シンギュラリティに対抗する為にヴィオラに最後の「超世界越境装置」を渡しシンギュラリティに立ち向かうも彼女の目の前で殺される。
シンギュラリティ
声 - ？ / ？
ホムンクルス達を率いて各並行世界のベヨネッタを抹殺し続ける黒幕。40代。身長195cm。体重68kg。ベヨネッタを「アーク・イヴ」と呼ぶ。その正体は「アルファ・バース」におけるシグルズ博士の並行同位体。本来は進んだ科学力により実現した人工生命体部品の製造工場で、何らかのエラーによって生まれた突然変異体。高度な知能を持ったことで自我に目覚め、ホムンクルスを大量生産して反乱を起こし、全人類を滅ぼした。 正史世界にいるシグルズ博士に成り済まし、ジャンヌと共に行動していたことが判明する。
正式名は、「DCH-AN-3G-H6554823」である。
シンギュラリティ 混沌体
シンギュラリティの第一形態。身長280m。体重2016000t。混沌界を形作る多元宇宙「マルチバース」の構成世界を次々と破壊し、そのエネルギーを体内に蓄えることで攻撃能力を最大規模で発現させたシンギュラリティの戦闘形態のひとつ。混沌界の力で得たその威容はまさに混沌としており、蠢く山と形容できるほど膨れ上がっている。その巨体から繰り出される攻撃の破壊力は凄まじく、人間が作った建造物などはいとも簡単に消し飛ばす。
後述の「アーク・イリデンセント」のパワーアップ版で、プレイヤーは罪・ゴモラで戦う。
シンギュラリティ 安定体
シンギュラリティの第二形態。身長650cm。体重10t。前哨戦とも言える混沌体での戦闘を経て体内で混沌と渦巻いていたカオス・エネルギーを制御下に治めることに成功し、それを最適に操れるように設計、創造したシンギュラリティの理想的な姿。人間に似た体を基本とし、カオス・エネルギーを攻撃に転換するためのデバイスを、パワードスーツのように纏っている。ホムンクルスの設計図を記録した情報端末「スマート・スクロール」を背中に供え、あらゆるホムンクルスを自在に呼び出す。その出生の経緯から、人類の科学の最高到達点とも言うことができ、その能力はいかなる人智をも凌駕する。
シンギュラリティ 確定体
シンギュラリティの第三形態。身長600cm。体重500kg。不純な情報を全て排除し、シンギュラリティがカオス・エネルギーと完全なる一体化を果たした完成形。混沌界、すなわち人類の認識する宇宙そのものとも言える存在で、この世のあらゆる理を支配し、その前にはいかなる敵さえも意味を成さない。我がものとした構成世界の片鱗をまるで万華鏡のように顕現させ、その空間で思うがままに振る舞う。この存在を凌駕出来るものがこの世にあるとすれば、確定した事象さえも覆す、唯一無二の宇宙意志だけかもしれない。しかし、ベヨネッタたちとの激闘の末、カオス・エネルギーが制御不能となり、爆死する。
しかし、その魂の残留思念は、「ベヨネッタ オリジンズ: セレッサと迷子の悪魔」のジャンヌ外伝で「事象を定める者」として、500年前のセレッサ (ベヨネッタ) が「アーク・イヴ・オリジン」として目覚める前に殺し事象を確定させようとする。しかし、500年前のジャンヌと悪魔のチャールズ (初代チェシャ)はセレッサを取り戻す為に戦う、だがジャンヌに未来の自分が殺される未来を見せてここから立ち去るようにするも、ジャンヌとチャールズの活躍により完全に消滅する。

## 登場する敵

### ホムンクルス
本作で初登場した謎の敵性体。サイズによって「軽量級」「重量級」「超重量級」「超弩級」の4段階に分かれているのが特徴。
その正体は本作の黒幕であるシンギュラリティが全てのマルチバースを分解及び融合を行う為に「アルファバース」から送り込まれた、ナノマシンで構成された人造兵器。
軽量級人型汎用モジュール ストラトゥス
人体のあらゆる部位、臓器を再現できるナノマシンの技術を発展させ、シンギュラリティが造り上げた、人工生命体「ホムンクルス」の、もっとも基礎的な種。この種が複数融合することで、様々な形態のホムンクルスを形作る。知性を持たないため、自分で思考して行動することはできないが、シンギュラリティの思念による遠隔操作で活動する。
体から上に伸びる光の帯は、シンギュラリティからの思念を伝達するための神経繊維束である。装備はフォトンブレードと呼ばれる剣である。また爪、弓矢とバリエーションがいる。
重量級人型戦闘ユニット フロッカス
多数のストラトゥスが融合して、巨大な体と強靭な力を得た種。
接近戦を得意とし、掃討部隊としていち早く前線に投入され、機械的に破壊と殺戮を行う。その動きは鈍重で、細やかな行動は不得意だが、多少の攻撃には動じない頑強な体でのし歩き、大剣のような左腕で獲物を薙ぎ払いながら押し進む。
シンギュラリティによる高度な制御が行われていないため、ストラトゥス同士の結束が弱く、全身に強い衝撃を受けるとすぐにバラバラに分解してしまう。だがその弱い結束力を利用して、自ら液状に融解して標的を飲み込むなど、その変則的な行動は侮れない。
巨漢のため攻撃で怯みにくい。魔獣での攻撃なら怯むので魔獣メインで攻撃すると倒しやすい。
重量級人型決戦ユニット キュムロニンバス
二足歩行する、巨人のような大型種。
地上戦に特化した能力を有し、巨体にもかかわらず強靭な筋力とグラビティコントロールと呼ばれる浮揚能力を駆使して、機敏に活動する。強大な魔獣とも渡り合えるほどの高い攻撃力と防御力を誇り、また単純な物理攻撃だけでなく、レーザー射撃などの遠距離攻撃能力も多彩に備える。
自律的に行動することもでき、敵からの攻撃によりシンギュラリティのコントロールを失うと一時的に「強襲モード」に切り替わり、腕を四本に分裂させて、激しい攻撃行動で危機的状況への対処を行う。
体力が半分以下になると腕が四本になり、攻撃のバリエーションが増える。
軽量級遠距離支援ユニット カウム
複数のストラトゥスが融合し、遠距離攻撃に特化した形態となった種。代謝を上げ、体細胞を過剰分裂させて体内にあるエネルギーを生み出し、攻撃力のあるレーザーを放つことが出来る。
2種類のレーザー攻撃を行う。レーザーポインターが表示されるので比較的回避しやすいが、どこにいても狙ってくるので先に倒した方がいい。
軽量級滞空戦闘ユニット パヌス
クラゲのような動きで空中を浮遊し、爆発兵器としての働きをする種。攻撃を受けると自身の体を分裂させ、分裂の限界に達すると自爆して周囲にダメージを及ぼす。生存し続けることを目的とせず、むしろ積極的に攻撃を受けて、標的もろとも消滅することを前提に造られた生物兵器で、主に魔獣のような大型の敵を攻撃対象として戦線に投入される。
魔獣で何度も攻撃すると2回まで分裂し、最終的には自爆する。
軽量級記憶ユニット コンジェストゥス
「時間」をコントロールする能力を持つ特殊種。シンギュラリティが自らの肉体の一部を移植して造り上げた特殊なホムンクルスで、一定範囲内の「時」を支配して、その空間の「時」をまるで記録映像のように巻き戻したり進めたりすることができる。「時」への干渉能力は、無機物に対してだけでなく、生物に対しても及ぶため、範囲内に捕らえられた標的は、そのまま時の牢獄に永遠に留まり続けることになる。
近づくと強制的にベヨネッタは子供になってしまうが、攻撃を避けつつコンジェストゥスに触れれば無力化させられる。攻撃方法は弾を撃つか地雷を設置するかの2種類。また逆に利用して、壊れた建物の時間を操作して普通では行くことができない場所を数分間だけ行けるようになるが、その間ベヨネッタは子供になって進むしかない。
軽量級飛行ユニット ラクノサス
巨大な手のような翼を操って飛行する、空中での活動に特化した種。空域からの遠距離攻撃、および頑強な体躯を活かした降下突進攻撃を得意とする。その背中から、浮遊して自律行動する大型の「手」を放ち、標的を捕獲して確実に仕留めるなど、緩慢な動きを補うその異能は油断ならない。数少ない空を飛ぶ敵。体力は低いが必ず複数で出現する。
重量級獣型決戦ユニット アスペラトゥス
獣のような四足歩行の大型種。分厚い装甲と鋭い角を備えた頭部を最大の武器とし、標的に対して猛然と突進する。その力は凄まじく、巨大な魔獣をもってしても、押し倒されて蹂躙されてしまうほど兇猛であり、正面から立ち向かうのは危険である。全身の筋肉をバネのように使って、その巨体からは想像もつかない速さに俊敏に動くことができ、自分の体の数倍の高さまで飛べる跳躍力で、ビルの壁面を地面のように使って縦横無尽に走り回る。
フロッカスなど同様、ウィッチタイム中ならば浮かせ技で打ち上げることも可能。魔獣に対して飛び掛かって即死攻撃を仕掛けることがある。
化学兵器散布ユニット スペッサティス
特定の場所に留まり続け、ポイズンフォグという毒性のガスを排出し続ける定着型の種。体内で生成される毒性ガスはホムンクルスに対しては全くの無害で、これを広範囲に散布し、敵勢力に損害を与えてその区域を制圧する。
重量級人型戦闘ユニット フラクタス
左腕に巨大な打撃武器ビルボロケットを備えた、フロッカスの亜種。左腕の一端を分離させてモーニングスターのように振り回すこともでき、フロッカスに比べて攻撃力が増しただけでなく、遠い間合いからの攻撃も行うことが出来る。また、エネルギーシールドを展開する新たな能力も有しており、攻守の両面においてフロッカスの弱点を克服している。
ガード対策としては魔獣で攻撃する、またはウィッチタイム中に浮かせるといい。
超重量級飛行遊撃ユニット イリデンセント
サメのような姿で、まるで空中を泳ぐかのように飛行する超巨大種。ゆったりと体をうねらせて進むさまは優雅に見えるが、あらゆるものを消滅させる「消失の雲」を上空から散布し広範囲に渡って殲滅活動を行う。また頭頂部に展開する彩雲は、接触する物質の原子の隙間に異次元空間を発生させ、たとえ分厚い鋼鉄の壁であっても空気のようにすり抜けて進むことが出来る。
緊急要撃ユニット イリデンセント・コア
万が一に備え、シンギュラリティが直接的にオペレーションを行えるようにイリデンセントの体内に造った人型の端末。体内に侵入した外敵を排除するための迎撃能力を有し、強力な突風を吹かせたり、粘着質の体液で獲物を捕らえたりと、様々な攻撃を展開する。
超弩級巨獣型決戦ユニット アーク・イリデンセント
甚大な損傷を負ったイリデンセントが、飲み込んだベヨネッタβ1の魔力を利用して自身の体を再構築し、異形を成した姿。腕と脚を有し、計り知れない物理攻撃力を得ただけでなく、二又に分かれた尾を巨大な電極棒として、大電流を発生させてレールガンの原理で超質量の弾体を発射する攻撃は、桁外れの破壊力を持つ。
罪・ゴモラとの戦闘の際は格闘ゲームのようにコマンドバトルで戦う。
人型モジュール生成ユニット ジェニタス
ホムンクルスを製造するためのホムンクルス。攻撃手段は持たないが、植物のように根を張り、その場で全く動かずに必要なエネルギー要素を吸収し続け、体内でストラトゥスクラスのホムンクルスを育成・産出し、それを延々と繰り返す。際限なく生むわけではないが、優先して倒せば戦いを早く終わらせられる。
軽量級行動予測型ユニット メディオクリス
軽量な体と発達した脚の筋力で、素早い動きを得意とする種。敵の筋肉の動きなどから行動予測をする能力に優れ、身に迫る危険を察知した際は、弾丸より速い動きで回避行動を取ることができるため、巨大な魔獣の緩慢な動きではまず捉えることができない。最低限の筋肉を残して軽量化されているため、高い攻撃力を持たず、それを補うために集団で行動することが多い。
飛び跳ねながら機敏に動き最大の特徴は魔獣の攻撃を回避するということ。ただしウィッチタイム中ならば当たる他、バアルの毒の雨は無効化できない。本作では天使のグレイスやグローリーも同様の性質を持つ。
重量級全環境型決戦ユニット ビルガ
列車のように体節が連なった体を持つ大型種。体の両端に頭部を持ち、前後の区別がつかない。そのため、標的を両方の頭部で認識し、素早く進行方向を変えて追跡することができる。重量級の体を支える多数の脚は、ただ歩くだけで甚大な被害を及ぼす他、ヤモリのように強力に壁に吸着する機能を備え、その巨体を物ともせず垂直の壁面さえ難なく歩き回る。脚から刃状の光弾を放ったり、口から火炎放射したり、果てはその背中からストラトゥスをミサイルのように発射したりと、肉弾戦以外の攻撃方法も多彩で、隙がない。
障壁展開ユニット ヒューミリス
敵勢力の進行の妨害、および自陣の防衛を目的に造られた種。移動能力を持たず、主に複数個体一組で運用され、その個体同士が互いに連携することで、任意の場所に障壁を創り出す。連携した個体同士は生命エネルギーも共有しており、ひとつの個体を消滅させても、エネルギーを補い合ってすぐさま復元する。そのため、連携した個体群を消滅させるには、その全てを同時に倒さなくてはならない。
敵というよりもギミックの一種。必ず複数同時に出現し、同時に倒さないと必ず復活する。戦闘機関車轟怨の操作、あるいはバアルの毒の雨による一網打尽で倒す必要がある。
軽量級人型強襲ユニット ネビュラシス
ストラトゥスの強化改良型。飛行機能が付加され、行動範囲が大幅に広がっている。飛行中の姿勢制御を行うために筋力強化が図られ、体躯が大型化している。専用に設計された槍型のフォトンスピアと呼ばれる武器を瞬時に顕現させることができるなど、攻撃能力も格段に増している。
ストラトゥスと違い装備は槍のみだが、遠近両方の攻撃を槍で行う。
重量級獣型決戦ユニット ヴォルトゥス
アスペラトゥスの強化型亜種。獣のような狂猛さに加えて、その足先から灼熱の炎を発する能力を新たに与えられ、その熱波で敵に更なるダメージを負わせる。アスペラトゥス同様に突進攻撃を得意とし、駆け抜けた跡には炎の海を作り出す。
アスペラトゥスと攻撃方法は似ているが、常に炎をまとって行動するため、ダメージを受けずに倒すのはより難しい。
超重量級重火力人型決戦ユニット パイロキュムラス
キュムロニンバスをベースに改良され、投入される環境に応じてその特性を自在に変化させる能力を備えた大型種。灼熱の火山地帯に投じられたことで、耐熱特性を獲得しただけでなく、自身の体にも炎をまとって、攻撃力が増した。また適応した自然環境に干渉することもでき、地面をドラミングして溶岩を噴出させるなど、いわゆる「天変地異」と呼ばれるような現象を引き起こすことができる。
超重量級航空人型決戦ユニット アーク・パイロキュムラス
ベヨネッタβ2を体内に取り込み、その魔力を吸収して新たな能力に覚醒したパイロキュムラスの進化形態。自身の体の一部を使って飛翔プラットフォームを造成し、空中行動が行えるようになった。また体内でのストラトゥス培養能力が向上したことで、自身と全く同じ姿の分身を造成できるようになり、一度に多数の分身の群体を展開して標的を攪乱する戦法は、大きな脅威となる。
クイーン・バタフライとの戦闘の際はシューティングゲームのように戦う。体力が減ると分身を召喚してくるようになり、本物を攻撃しないとダメージを与えることはできない。また偽物の数は体力が少なくなるほど増えていく。
軽量級潜航戦闘ユニット アンシヌス
接近するものに反応して自動的に攻撃を行う、定着型の種。超大型ホムンクルスの弱点部位の周囲に設置され、近づく外敵をレーザー射撃で迎撃する。設置された場所からは移動しないが、身を隠すように地面にもぐりこみ、敵の接近を察知すると瞬時に姿を現わして攻撃態勢を取る。
出現位置近くに来ると砂地から頭を出す。
重量級潜航戦闘ユニット チューバ
地中での隠密行動を目的に造られた種。モグラのように地中へ姿を隠して音もなく近づき、足元からの奇襲攻撃を得意とする。土を掻き分けるために大型化した腕で、地中でも俊敏に活動することが出来、神出鬼没な動きで敵を翻弄するが、標的の位置を正確に捕捉するために定期的に地上へ顔を出すため、その機会を狙って攻撃を仕掛ければ、地上へ引きずり出すことも可能である。
重量級監視迎撃ユニット キャステルラヌス
敵の監視、戦況の調査などを目的として造られた種。そそり立つ柱のような姿をしているが、柱の部分は本体を支える基部に過ぎず、その頂上に本体部が乗り、身を守っている。基部は体節が摘み上がった構造になっていて、これを破壊することで本体部を地上に引きずり下ろすことができるが、基部からストラトゥスを発生させたり、また結界を生じさせて攻撃を遮ったりと、防衛のための攻撃も多彩で、攻略は容易ではない。本体部は、基部を失うと脚部を展開して動き回り、背中に備えたリング状の武器をブーメランのように飛ばして攻撃を行う。
魔獣の攻撃以外を受け付けないバリアを発生させる。距離を離しつつデーモンスレイブを行って柱を破壊しなければならないが、時折展開してくる触手に触れると魔獣が即座にやられてしまう。全ての段を破壊すると本体が動き出し、巨大な円盤で攻撃してくる。スピードが速く範囲も広い。この時も魔獣を使って遠くから攻撃すると比較的安全。
軽量級遠距離支援ユニット ラジアトゥス
カウムが独自変異を遂げ、砲門の形態を変化させた亜種。レーザーの出力が増強され、変異した砲門から拡散射撃をすることができる。本来、その形態変化はシンギュラリティが意図したものではなかったが、目覚ましい戦果を遂げたことが評価され新種としての事象が確定された。カウムと違い機敏に動き回り、緑色に光った直後にショットガンのようなレーザーを発射するようになっている。光る前兆に気を配り集中し、ウィッチタイムを狙おう。
重量級装甲強化型ユニット ミュラス
巻貝のような姿をした大型種。全身が虹色に輝く超硬質の外骨格で覆われたおり、外敵に対する高い耐久力を持つ。先端が鋭利な斧のように高質化した2本の触手を持ち、これを自在に振り回して標的を切り刻む。生体エネルギーを体内で圧縮して射出するレーザー攻撃は、驚異的な威力を誇るが、発射のためには外骨格を分解して開放しなくてはならず、その際に内部組織が露出するため、大きな弱点となる。また分厚い外骨格は、強大な魔獣の攻撃にも耐える堅牢さを誇るが、気密性には乏しいため、毒性のある液体などの攻撃には脆弱である。
まともに戦うとかなり手強いが、バアルの毒の雨の攻撃に非常に弱く、一撃ごとにひるむので一方的に攻撃しやすい。
重量級連動型戦闘ユニット シーロストラトゥス
「古代の人々が信奉していた神を再現する」というシンギュラリティの趣向によって創り出された、異形の大型種。トカゲのような胴体に人型の上半身が乗り、片腕は触手のように伸びて、その先端には竜に似た頭が付いているなど、およそ自然が生み出した生物とはかけ離れた姿をしている。シーロキュムラスと同時に造られ、基本能力を共有しているが、「神の裁き」になぞらえて、本種には強力な雷撃を撃ち放つ能力が与えられている。
重量級連動型戦闘ユニット シーロキュムラス
シーロストラトゥスと同様に「古代の人々が信奉していた神を再現する」というシンギュラリティの趣向によって創り出した大型種。基本能力をシーロストラトゥスと共有しつつ、「神の裁き」になぞらえて、暴風を発生させる能力が与えられている。本種とシーロストラトゥスは、二体が連携して戦闘を行うように設計されており、巨大な天秤のような構造物が闘技場のようにあつらえられているのは、エジプト神話「死者の書」から着想を得たものだと言われている。
超弩級幻獣決戦ユニット ストラトキュムラス
シーロキュムラス、シーロストラトゥスの創造を経て、シンギュラリティが「神の再現」という発想を更に発展させ、古代の文献を読み解いて造り上げた、超大型種。その姿は、実在する生物に倣って造られた他のホムンクルスとは異なり、機能性よりもシンギュラリティの創造性に基づいた、邪神とも言うべき異形である。このストラトキュムラスの生物学的設計図は、シーロキュムラス、シーロストラトゥスのコアに書き込まれており二体が融合し、且つ取り込んだジャンヌβ3のエネルギーが起動キーとなって、この巨体が形成された。腕のように広げた四本の触手は、それぞれがその先端に蛇のような頭を持ち、獲物に食らい付くだけでなく、その口からレーザーや火炎弾を放って、広範囲に攻撃を行う。本体頭部及び腹部に、弱点と思しきエネルギーコアを持つが、どちらか一方に強力な結界を張ることができ、敵の攻撃に応じて結界を張り替えて、強固に身を守る。
戦闘時はザ・ファントムとマルファスを入れ替えながら戦う。ちなみにマルファスの視点から見ると、頭部がアヌビスに似ている。
重量級強襲戦闘ユニット オパカス
チューバを地上活動型に改良し、より攻撃的になった亜種。隠密行動よりも積極的な攻撃を得意とし地上を俊敏に移動して、突進攻撃や、跳躍からの降下攻撃など、多彩な戦法で標的に襲い掛かる。
重量級撹乱支援ユニット ニンボストラトゥス
キャステルラヌスの発展型亜種。敵の監視能力に加えて、特殊な次元転移力場を発生させる能力が与えられ、周囲にいる味方を敵の目から隠し、守ることが出来る。
キャステルラヌスとは異なりこちらから手を出さなくても攻撃してくるほか、生み出すストラトゥスを透明にする能力もある。これはミクトランテクートリのフォーメーションXを使うと看破でき、見えるようになる。段になっている部位を破壊するとバリアを破壊できるのもキャステルラヌスと同じだが、本体だけになっても動かず攻撃方法も単純なため、本体の戦闘能力はむしろキャステルラヌスよりも低下している。
軽量級滞空戦闘ユニット ドュプリケイタス
パヌスに改良を加えて造られた亜種。パヌスとは異なり、標的に対して積極的に攻撃を行う特性を持ち、自ら体を複数に分裂させ、それらを特定の陣形に展開させて、高速打撃を行う。陣形には複数のバリエーションがあり、それらを巧みに使い分けて獲物を翻弄する。
自発的に分裂と合体を行うのが最大の相違点。パヌスのような自爆もしない。
寄生型管理統制モジュール ペルルシダス
他の生命体に取り付き、その精神と肉体を操る能力を持つ、寄生型の種。単体ではさほど脅威ではないが、寄生する宿主の力を限界を超えて引き出すことができ、たとえそれが人間であっても、屈強な兵士に寄生した時の攻撃力は侮れない。取り付かれた宿主は全神経系を浸食され自我を失って、崩壊するまで戦い続けることになる。
バアル・ゼブルとの戦闘では、リズムゲームのように戦う。
超重量級航空要塞 オーレオール
おびただしい数のストラトゥスが融合して巨大な威容を成した、生命を持った戦艦。その躯体は堅牢無比で、並の攻撃ではびくともしない。空中に浮遊してレーザー射撃を行うほか内部に小型クラスから大型クラスまで、あらゆる種類のホムンクルスを多数搭載し、それらを地上へ向けて射出も行う。攻撃だけでなく、シンギュラリティからの思念中継基地の役割も持ち、船体下部から伸びる神経繊維束で、命令の受信、発信を行って、シンギュラリティによる多数のホムンクルスたちの広範囲に及ぶ制御を可能にしている。

### 天使
本作は前作と違い、物語に関与しないがある特定の場所でのみ戦える。前々作と前作で登場した天使のみである。一覧として表記。
★下級三隊「精霊」
アフィニティ「天使」
アクセプタンス 「天使」
アコレイド 「大天使」
★中級三隊「子」
ビラブド「能天使」
グレイス＆グローリー「力天使」
★上級三隊「父」
ヴァリアンス 「智天使」
★四元徳
フォルティトゥード
事象の残滓05のみ戦える。

### 悪魔
天使同様、物語に関与しないがある特定の場所でのみ戦える。天使と違い種類は非常に少ない。前作に登場した悪魔のみ。
“憎しみに飢えるもの”ヒディアス
“痛みを刻むもの”ペイン
“狂気を孕むもの”アルラウネ
事象の残滓03で戦い、勝利すると魔導器「アルーナ」と魔獣アルラウネが入手できる。召喚時の呪文は「"COMMAH ALLAR"」 (意訳：絞首刑にせよ！)である。
前作で敵として登場した時のエピソードを意識してか、マダム・バタフライの攻撃でとどめを刺すという修練が存在する。

### その他
ゴーレム（擬態）
“絶海の孤島”トゥーレにある宝箱の中には、擬態する敵がいる、倒せばアイテムを入手できる。
ゴーレム（特殊）
前作に登場した敵と同型機でEXTRAChapterのみ戦える。

## 武器
本作では前2作と異なり、手と足で別々の武器を装備することはできない。

### ベヨネッタ用
カラーマイワールド
ベヨネッタ3のメインウェポンで象徴となる武器で、ロダンが制作した4丁拳銃。それぞれ「サンシャイン・イエロー」「オレンジ・ブロッサム」「グリーン・グラス」「ブルー・スカイ」の名を冠する。アンブラの魔女の格闘術「バレット・アーツ」のためにチューニングされた武器で、射撃のみならず打撃においても恐るべき威力を発揮する。また、ベヨネッタの主契約悪魔「マダム・バタフライ」との相性を考慮して作られており、上級魔導術「デーモン・マスカレイド」による、マダム・バタフライの力との相乗効果は凄まじい。1、2と違い、銃身が3本になっている。
ジー・ピラー
発射機構に魔獣ゴモラの生体組織を用いて造られた、大口径のアンチマテリアルライフル。強力な徹甲弾を発射して標的を破壊するための兵器だが、その形状と頑強な作りから、力任せに振り回し、その質量が生む破壊力で標的に甚大なダメージを与えるなど、こん棒のような使い方も出来る。打撃と同時に発せられる闇の業火は、破壊力を更に高めるほか、火炎放射器のように標的に直接浴びせかける攻撃においても非常に強力である。この武器を装備して魔導術「デーモン・マスカレイド」を行使することで、魔獣ゴモラの力を借り受けることができ、人魔一体となって獣のような噛みつき攻撃や身のこなしを発揮できるようになる。
イグニスアラネアヨーヨー
魔獣ファンタズマラネアのエネルギー炉の小型クローンをコアに用いて造られた4つで1組のヨーヨーのような武器。手と足に装備して使い、振り回すとコアから放射状に鋭い刃が出現し、高速回転して標的を切り刻むだけでなく、コアから灼熱のマグマを噴出させ、更なるダメージを負わせることが出来る。打撃と同時に発せられる闇の業火は、破壊力を更に高めるほか、火炎放射器のように標的に直接浴びせかける攻撃においても非常に強力である。足に装備した2つを車輪のように使うことで、ローラースケートのようにして高速走行することも可能。デーモン・マスカレイド時には糸を使ったスイングジャンプや壁に張りついての移動が可能。
アルーナ
事象の残滓03クリアで入手できる武器。魔界の至るところに根を張り巡らせている悪魔の妖花、アルラウネを封じ込めてロダンが完成させた、鞭のような武器。アルラウネの蕾を模した形をしており、触れるだけでアルラウネの怨嗟の叫びが頭の中に響き渡り、心の弱い者はそれだけで気が狂うと言われる。四つ一組で、両手両足に装備して勢いよく振るうことで、中から伸縮自在の蔦を伸ばし、標的を打つことができる。蔦は柔軟でありながら鋼鉄のワイヤーの如き硬度を誇り、その身を覆う鋭いイバラで、標的の肉をズタズタに引き裂く。デーモン・マスカレイドでは全身から蔦を伸ばして広範囲への攻撃を行ったり、足場を生み出したりできる。
デッドエンドエクスプレス
戦闘機関車 轟怨（ゴウオン）が、自身の部品を使って複製したクローンの一種で、鋸歯の並んだ車輪を高速回転させて標的を斬り刻むなど、チェーンソーのような攻撃能力を持つ。1トンを超える重量があり、並の人間には扱うことはできないが、これを振り回すことが出来れば、その質量と車輪の回転のエネルギーで、恐るべき破壊力を生み出す。また武器としてだけではなく、この本体に跨って車輪を回転させ、乗り物のように走らせることも可能。デーモン・マスカレイドで融合すると轟怨と同じ鋼鉄の体を得て高速走行でき、突進力と車輪の破壊力で全身を武器と化す豪快な攻撃を繰り出すことも可能になる。
リビットリビドーBZ55
魔獣バアルが愛用するスタンドマイク。バアルが歌唱を楽しむためのマイクだが長年の使用によって絶大な魔力を帯びるようになり、声を破壊力のある音波に変えてはなったり、歌唱方法によっては、攻撃力や防御力の上昇効果がもたらされるなど、戦闘においても様々な能力を発揮する。非常に軽量かつ頑強な作りで、打撃や刺突など、槍のように使っても威力は絶大。デーモン・マスカレイド時には美声で広範囲の敵に甚大なダメージを与えることも可能。
シムーン
生まれたばかりの魔獣マルファスの幼獣の羽根のみを使って作られた、扇のような武器。紙一枚ほどの重さもなく、それでいて鋼鉄のような強度を持ち、開いて弧を描いた鋭い羽根の先端で、刀のように標的を切り刻む。デーモン・マスカレイドで融合すると両腕を翼に変えて飛行することが可能。
タルタロスの門
両手に装備する、門扉のようなデザインをした分厚い鉄塊。倒壊したアンブラの時計塔の瓦礫から生まれたシンプルな打撃武器で、その質量と鋭い突起で絶大な破壊力を生む。また、「扉」にあたる部分を開いて中からガトリング・ガンや機械の腕を出現させて攻撃を行うことが出来るなど、ギミックにも富んでいる。一説では、塔の倒壊と共に命を落としたアンブラの魔女たちの怨念が造り上げた武器とされ、門の奥にひしめき合っている無数の亡霊は、魔界の瘴気と溶け合った彼女たちの成れの果てとも言われている。デーモン・マスカレイド時には痛みを感じない機械じかけの体となり、敵から攻撃を受けても戦い続けるからくり人形と化す。
アブラ・カタブラ
魔獣ミクトランテクートリによって作られた奇術道具のような魔導器で、ハット「アブラ」とステッキ「カタブラ」の二つで一組となる。その能力はまさに奇術と呼ぶにふさわしく、二つを組み合わせて使うことでまるで手品のようにハトや爆弾、果ては車さえも出現させ、標的に放つことが出来る。手品同様、その仕組みははっきりとは解明されておらず、使用者さえ予期しない、摩訶不思議なことが起こるとも言われている。デーモン・マスカレイドでは体を二つに分裂させて電撃を帯びた攻撃を広範囲に行える。
冷徹のアルテア
魔界に迷い込んだ人間の愛玩動物が変貌して生まれる魔獣ラボラスが武器化したもの。両手両足に装備し、手足から発射させて振り回すようにして離れた標的に打撃を加えることが出来るほか、先端の口の部分からは絶対零度に達する凍結ブレスを噴射することも可能。デーモン・マスカレイド時には四足の獣と化して空中を疾走できるほか氷の分身を作って多重攻撃を行ったりとラボラスが持つ多彩な能力を発揮できるようになる。
カシオペイア
遥か昔、魔獣クラーケンと戦って敗れ、そのまま海の底へと沈んだ戦士が使ったとされる、碇のような形をした武器。クラーケンの体に食い込んだまま年月が経ち、強大な魔力が宿ったと言われる。振り回すと同時に、鎖で繋がった先端部が射出され、その質量と鋭い突起で離れた標的を粉砕する。日本でもこの武器が使われたと思われる記録があり、平安時代末期、平家のある武将が、魔族との戦いに終止符を打つため、この武器を担いで魔族の首領が潜む海底へと向かったと言われるが、真偽は定かではない。デーモン・マスカレイドでは八本の触手を持つ魔人へと変貌し、地面を泳ぐように移動し伸縮自在の触手で広範囲に攻撃できる。
ハンドガン
ゲームクリア特典として入手できる武器。常人用のただの自動拳銃であり、魔力を使った攻撃が不可能となる。デーモン・マスカレイドも使えない。
ロダン
堕天使ロダンが、かつて天界の一部を治めていた頃に使っていたとされる神秘の腕輪。両手両足に装備して使うと、その使用者の体に刻まれた記憶に干渉し、様々に形を変えて、人知を超えた能力をもたらすと言い伝えられているが、実在するのかもどうかも含めて、その一切が謎に包まれている。デーモン・マスカレイドではデビルロダンと同じように巨大な腕と羽を発生させる。

### ヴィオラ用
魔舞太刀（まぶだち）
妖精の女王マブが夢枕に立ち、中世日本の名工に命じて作らせたと伝えられる、長身の刀。熟練者が使えばこの世に切れぬものはないと言われ、大きな戦のたびに名のある剣士の手を渡り歩いてきた。その刀身には、猫とも熊ともつかない姿の魔獣チェシャが棲み憑いており、ヴィオラの召喚術により、柄頭に付いたチャームを触媒として顕現する。
ブルキッス
一本ずつヴィオラが自ら魔力を込めて作った、特別なダーツ。エーテルで満たされたガラス管が仕込まれており、魔力を込めて投擲することで、標的に対する攻撃力を高めることが出来る。だが、細かい作業が苦手で集中力もないヴィオラが居眠りをしながら作っていることもあり、その精度は安定しない。
妖精の力解放
CHAPTER7でストライダー戦でヴィオラが発現する力。強力な力を持った妖精の姿に変身する。ベヨネッタのマスカレイド・レイジに相当するもので、ゲージが溜まった場合のみ使える切り札。CHAPTER7で最初に発動した時は無制限で使えるが、以降は画面左上のゲージが溜まった場合にのみ、左スティックと右スティック同時押し込みで使える。発動するとゲージが減少していき、ゲージが無くなるまでの間はこの姿で行動できる。

### ジャンヌ用
オール4ワン
ロダンが制作した4丁一組の大型拳銃。それぞれ「アトス」「ポルトス」「アラミス」「ダルタニアン」の銘が入っている。武器名はダルタニャン物語の三銃士の台詞と登場人物の名前から採っている。本作での性能は「カラーマイワールド」に準拠。

## 古びた絵本
ロダンの店「ゲイツ・オブ・ヘル」で「古びた絵本」というものが最初から販売している。赤、青、緑の3つの封印が施された絵本で、それぞれに対応した鍵を入手しなければ開くことができない。鍵はどれも、一度ゲームクリアした後、並行世界へ行くために通ることになる「狭間の世界ギンヌンガガプ」にある。全て集めると「ベヨネッタ オリジンズ: セレッサと迷子の悪魔」の体験版を遊ぶことができる。また、体験版で宝箱の手鏡を入手すると、体験版終了後にロダンの店に「スーパーミラー0」が入荷する。

## 受賞・評価
- Golden Joystick Awards 2022
  - Ultimate Game of the Year ノミネート[11]
- The Game Awards 2022
  - Best Action Game 受賞[12]

## 声優の出演料を巡る騒動
『ベヨネッタ3』の英語版音声では、これまでのベヨネッタシリーズでベヨネッタの声優を務めていたヘレナ・テイラーがジェニファー・ヘイルに交代した。この理由についてディレクターの宮田祐輔は「様々な事情が重なったため」と説明していた。しかしながら2022年10月15日、降板したテイラーが、自分が提示されたギャラが総額4,000アメリカドルでしかなく、それは生活賃金を反映していない安すぎる額だったので出演を拒否したと主張する一連のビデオを自身のTwitterアカウントで公開し、ベヨネッタファンにゲームの購入をボイコットしてその金額分を慈善団体に寄付するように呼びかけた。
これに対しプラチナゲームズ副社長でシナリオを担当した神谷英樹は自身のツイッターアカウントで「テイラーの発言は真実ではなく嘆かわしい」と非難した。またテイラーの後任としてベヨネッタの声を演じたヘイルは自身のツイッターアカウントで、ギャラに関して秘密保持契約を結んでいると断りつつ、俳優には十分な報酬が支払われるべきであるとの一般論を述べ、さらにベヨネッタのファンらに対しては、本作に費やされた制作陣らの努力と献身について目を向けるように主張して、暗にファンが安易にボイコットに同調しないように求めた。プラチナゲームズはヘイルの声明に同調し彼女を新しいベヨネッタとして全面的に支持する声明を発表した。
10月18日、ブルームバーグ・ニュース・アンド・ビデオ・ゲーム・クロニクルが、プラチナゲームズは当初からテイラーを再起用する準備ができており、テイラーが主張していた額とは異なり、米国の声優組合が規定した額に沿って5回のセッションごとに3,000ドルから4,000ドルづつのギャラを提示していたと報じた。この報道によると、交渉はテイラーが代わりに6桁（10万ドル以上）の支払いとロイヤリティを要求したことで終了し、さらにテイラーは後任にヘイルがキャスティングされた後に、1回のセッションの料金でカメオ出演するというプラチナゲームズからの申し出も拒否していたという。この報道に対してテイラーは「絶対的な嘘と完全なジョーク 」と激しく否定した。
10月24日、テイラーはツイッターでさらに声明を発表し、当初の自身の主張とは全く異なる内容となる、プラチナゲームズからの最初のギャラの提示額は1万ドルであったこと、神谷に連絡を取った後に 「追加で50,000ドルの提示を受けたことを明らかにした。テイラーはさらに、この後11ヶ月間プラチナから連絡がなかったと述べ、その後 「いくつかの台詞を言う」 ために4,000ドルの最終オファーを受けたと述べた。ブルームバーグ・ニュースの記事を書いた記者のJason Schreierは、テイラーのこれらのツイートが事実上、ブルームバーグの報道の真実性を裏付けていると指摘した。